# Christopher Young
Christopher Young (Redbank, 28 april 1957) is Amerikaans filmcomponist. 
Young werd geboren in Red Bank in de Amerikaanse staat New Jersey. Hij studeerde af aan Hampshire College in Massachusetts met een Bachelor of Arts. In 1980 verhuisde hij naar Los Angeles. Aanvankelijk was hij jazzdrummer maar nadat hij wat van Bernard Herrmanns werk hoorde besloot hij ook filmcomponist te worden. Op de UCLA Film School studeerde hij onder de beroemde filmcomponist David Raksin.
Hij componeert vaak muziek voor horrorfilms zoals Hellraiser, The Grudge, A Nightmare on Elm Street Part 2: Freddy's Revenge en Urban Legend. Hij componeerde ook de muziek voor onder andere Ghost Rider, Swordfish, The Hurricane, Spider-Man 3 en Entrapment.

## Filmografie
- 1982: The Dorm That Dripped Blood
- 1982: Hightpoint
- 1984: The Power
- 1984: The Oasis
- 1985: Avenging Angel
- 1985: Def-Con 4
- 1985: Wheel of Fire
- 1985: Wizards of the Lost Kingdom
- 1985: A Nightmare on Elm Street Part 2: Freddy's Revenge
- 1985: Barbarian Queen
- 1986: Getting Even
- 1986: Torment
- 1986: Invaders from Mars
- 1986: Trick or Treat
- 1987: Hellraiser
- 1987: Flowers In the Attic
- 1988: The Telephone
- 1988: Haunted Summer
- 1988: Hellbound: Hellraiser II
- 1988: Bat*21
- 1989: The Fly II
- 1989: Hider in the House
- 1990: Barbarian Queen II: The Empress Strikes Back
- 1990: Bright Angel
- 1992: The Vagrant
- 1992: Rapid Fire
- 1992: Jennifer 8 (aka: Jennifer Eight)
- 1993: The Dark Half
- 1993: Dream Lover
- 1994: Judicial Consent
- 1995: Murder in the First
- 1995: Tales from the Hood
- 1995: Species
- 1995: Virtuosity
- 1995: Copycat
- 1996: Unforgettable
- 1996: Set It Off
- 1996: Head Above Water
- 1997: Murder at 1600
- 1997: The Man Who Knew Too Little
- 1998: Hard Rain
- 1998: Hush
- 1998: The Rounders
- 1998: Judas Kiss
- 1998: Urban Legend
- 1999: Entrapment
- 1999: In Too Deep
- 1999: The Big Kahuna
- 1999: The Hurricane
- 2000: Wonder Boys
- 2000: Bless the Child
- 2000: The Gift
- 2001: Sweet November
- 2001: Swordfish
- 2001: Scenes of the Crime
- 2001: The Glass House
- 2001: Bandits
- 2001: The Shipping News
- 2002: The Tower
- 2002: The Country Bears
- 2003: The Core
- 2003: Shade (met James Johnzen)
- 2003: Runaway Jury
- 2003: The Devil and Daniel Webster
- 2004: The Grudge
- 2005: Beauty Shop
- 2005: The Exorcism of Emily Rose
- 2006: The Grudge 2
- 2007: Ghost Rider
- 2007: Spider-Man 3
- 2007: Lucky You
- 2008: Untraceable
- 2008: Sleepwalking
- 2008: The Informers
- 2009: The Uninvited
- 2009: Drag Me to Hell
- 2009: Creation
- 2009: Love Happens
- 2010: When in Rome (met Tobias Karlsson)
- 2010: Gone with the Pope
- 2010: The Black Tulip
- 2011: Priest
- 2011: Box of Shadows (met José J. Herring)
- 2011: The Rum Diary
- 2012: Sinister
- 2012: The Baytown Outlaws
- 2012: Scary or Die
- 2013: Killing Season
- 2013: A Madea Christmas
- 2014: The Monkey King (aka: Xi you ji: Da nao tian gong)
- 2014: The Single Moms Club
- 2014: Deliver Us from Evil
- 2016: The Monkey King 2 (aka: Xi you ji zhi: Sun Wukong san da Baigu Jing)
- 2019: Pet Sematary
- 2020: The Empty Man (met Lustmord)

## Overige producties

### Computerspellen
- 2009: The Saboteur
- 2017: Wilson's Heart

### Televisiefilms
- 1987: American Harvest
- 1990: Max and Helen
- 1990: Last Flight Out
- 1996: Norma Jean & Marilyn
- 2001: The Warden
- 2004: Something the Lord Made

### Televisieseries
- 1986: The Twilight Zone (1 aflevering)
- 1987: Vietnam War Story
- 2020: 50 States of Fright

### Korte films
- 2006: Tales from the Grudge
- 2006: Helen at Rick
- 2011: Fanboy
- 2013: Saving Norman
- 2013: The Smile Man
- 2013: Love's Routine
- 2015: Hellraiser: Evolutions (met Randy Miller)

## Prijzen en nominaties

### Emmy Awards
| Jaar | Titel                | Categorie                                                                            | Uitslag     |
| ---- | -------------------- | ------------------------------------------------------------------------------------ | ----------- |
| 1990 | Last Flight Out      | Beste compositie voor een miniserie, film of special (dramatische achtergrondmuziek) | Genomineerd |
| 1996 | Norma Jean & Marilyn | Beste compositie voor een miniserie, film of special                                 | Genomineerd |

### Golden Globe Awards
| Jaar | Titel             | Categorie        | Uitslag     |
| ---- | ----------------- | ---------------- | ----------- |
| 2002 | The Shipping News | Beste filmmuziek | Genomineerd |